# ارثر بيرنينغ
ارثر بيرنينغ (بالنرويجية: Arthur Berning)‏ (و. 1987  م) هو ممثل نرويجي، ولد في ستافانغر.

## وصلات خارجية
- ارثر بيرنينغ على موقع IMDb (الإنجليزية)
- ارثر بيرنينغ على موقع قاعدة بيانات الأفلام العربية
- ارثر بيرنينغ على موقع ألو سيني (الفرنسية)
- ارثر بيرنينغ على موقع أول موفي (الإنجليزية)
- ارثر بيرنينغ على موقع قاعدة بيانات الأفلام السويدية (السويدية)
- ارثر بيرنينغ على موقع ديسكوغز (الإنجليزية)
- ارثر بيرنينغ على موقع قاعدة بيانات الفيلم (الإنجليزية)
- ارثر بيرنينغ على موقع كينوبويسك (الروسية)